# Keangnam Hanoi Landmark Tower
Keangnam Hanoi Landmark Tower — комплекс из трех небоскрёбов, открытый в октябре 2011 года, расположенный в городе Ханой, Вьетнам. Крупнейший из них — 72-этажное здание высотой 336 метров, оно является самым высоким зданием города, 40-м по высоте в Азии и 53-м по высоте в мире (на 2015 год); а кроме того занимает 18-ю строчку в списке крупнейших зданий и сооружений мира по площади помещений. До Keangnam Hanoi Landmark Tower первую строчку списка вьетнамских небоскрёбов занимала Финансовая башня Bitexco — 263-метровый небоскрёб в Хошимине. Небоскрёбы находятся в столице Вьетнама — Ханое — на улице Фам Хунг (район Намтыльем). Область[что?] зарезервирована для штаб-квартир таких крупных компаний, как KPMG, Standard Chartered Bank, PWC, «LG Electronics» и других. Также комплекс включает пятизвездочный отель InterContinental, офисы, развлекательные центры, торговые помещения, клиники и конференц-центры. Инвестором, а также исполнителем и оператором этого комплекса является Южная Корея, а именно компания Keangnam Enterprises, Ltd. Инвестиционный капитал для этого комплекса оценивается в $1,05 миллиарда долларов США.